# Sura uncariae
Sura uncariae is een vlinder uit de familie wespvlinders (Sesiidae), onderfamilie Sesiinae.
Sura uncariae is voor het eerst wetenschappelijk beschreven door Schneider in 1940. De soort komt voor in het Oriëntaals gebied.